# 張恕 (永樂進士)
參數所指定的目標頁面不存在，建議更正成存在頁面或直接建立下列一個頁面（建立前請先搜尋是否有合適的存在頁面可以取代）：
- 张恕

張恕，陝西咸寧縣（今屬西安市）人。明朝政治人物。永樂間解元，辛丑進士。

## 生平
永樂九年（1411年），張恕中式辛卯科陝西鄉試第一名舉人。永樂十九年（1421年），中式辛丑科進士。官至戶部主事。